# Das Gewissen
Das Gewissen (Zusatz anfangs unabhängige Zeitung für Volksbildung) war während der Weimarer Republik das Publikationsorgan der jungkonservativen Organisation Juniklub. Die wöchentlich erscheinende Zeitung erschien von 1919 bis 1929.

## Auflage und Verbreitung
Die Zeitung erschien immer freitags. Sie gab ihre Auflage mit 30.000 Exemplaren an; die tatsächliche Auflagenzahl war jedoch mit 1500 bis 4000 weitaus geringer. Zudem musste ein Großteil der Auflage kostenlos verteilt werden, da es zu wenig Käufer gab. Das Organ des Juniklubs verstand sich als revolutionär-konservativ und richtete sich vor allem an Jungkonservative aus dem eher intellektuellen Milieu. Es lehnte sowohl die sozialistische Novemberrevolution als auch den bestehenden Staat ab. Politisch stand man der Deutschnationalen Volkspartei nahe, lehnte aber die Monarchie und die Parteipolitik als solche ab. Während man Sympathie für den gescheiterten Kapp-Putsch zeigte, bezeichnete das Blatt den Hitlerputsch als ein „Verbrechen aus Dummheit“.

## Inhalt
Das Blatt erschien überwiegend vierseitig. Erst in den letzten beiden Jahren seines Erscheinens schwankte die Seitenzahl zwischen 4 und 20 Seiten. Die Zeitschrift bestand meist aus einem Leitartikel und festen Rubriken wie „Kritik der Presse“ und „Wochenchronik“. Chefredakteur war der Journalist Werner Wirths.

## Bedeutung
Trotz der recht kleinen Auflage und der geringen Verbreitung war das Heft für die sogenannte „Konservative Revolution“ bedeutsam. Das Heft enthielt Beiträge der wichtigsten konservativen Intellektuellen seiner Zeit. So waren Gastautoren wie Werner Best, Hans Blüher, Hans Grimm, Ernst Jünger, Hans Schwarz und Otto Strasser vertreten. Arthur Moeller van den Bruck zählte zu den regelmäßigen Mitarbeitern. Prominentester Leser war sicherlich Thomas Mann, der 1920 ein Abonnement erwarb.

## Geschichte
Das Blatt erschien in den ersten Jahren zunächst unregelmäßig. Später etablierte es sich als Wochenschrift, die immer freitags erschien, aber mit Datum des darauf folgenden Montags. Nach dem Attentat auf Walter Rathenau wurde die Zeitung im Rahmen des Republikschutzgesetzes für sechs Monate verboten. Bis 1927 verlor das Blatt kontinuierlich an Bedeutung. Es wurde anschließend vom Deutschen Herrenklub übernommen. Als Chefredakteur übernahm nun Heinrich von Gleichen-Rußwurm die Zeitung. Wichtiger für die konservative Strömung wurde jedoch Der Ring, der im gleichen Verlag erschien. Am 30. März 1929 stellte Das Gewissen sein Erscheinen ein. Weitergeführt wurde es als Standarte.